# Yuki Isoya
Yuki Isoya (磯谷 有希, Isoya Yuki) (nascida em 17 de fevereiro de 1972) é uma cantora japonesa que se apresenta com o nome de Yuki (estilizado como YUKI). Ela iniciou na indústria da música em 1991 como vocalista da banda Judy and Mary, após isso seguiu carreira solo em 2002. Ela também foi membro de bandas como NiNa (com Kate Pierson do The B-52's, 1999) e Mean Machine (juntamente com Chara, 2001).

## Biografia
Yuki nasceu em Hakodate, Hokkaido seus pais são Mo e Ryōko. Seu pai foi diretor de uma escola primária. ela tem dois irmãos: uma irmã mais velha, Yukari, e um irmão mais jovem, Taminori. Após completar o segundo grau em Hakodate, ela trabalhou como guia de turismo. Fez o curso de esteticista na Hakodate Otani College, exercendo a função. Ela conheceu Yoshihito Onda que estava em Hakodate para fazer o filme The Triple Cross. O encontro teve como consequência a formação do Judy and Mary em 1991. Em 1992, eles lançaram seu álbum independente: Be Ambitious. Logo após, foram contratados pela Epic/Sony Records e  foi lançado o single, "Power of Love", em 1993. Seu álbum, JAM, foi lançado em 1994. Com cada lançamento eles cresceram em popularidade, até que se tornaram uma das mais populares e conceituadas bandas do Japão. Uma de suas canções, "Sobakasu", foi usada como tema para a primeira abertura do famoso anime Rurouni Kenshin.
Quando o Judy and Mary decidiu fazer uma pausa em 1999, Yuki lançou o single Ai no Hi Mittsu Orange gravado com Chara. Por ser um dueto, o single foi lançado sob o nome de chara+yuki. Também enquanto esteve no Judy and Mary Yuki também estava em um projeto chamado NiNa.
Em 1999, o grupo gravou um álbum homônimo, lançado no final do mesmo ano. As canções "Happy Tomorrow" e "Rest in Peace de NiNa foram incluidos como o primeiro e o segundo temas de encerramento da série de anime baseada em RPG, Arc The Lad. O álbum vendeu bem, talvez graças, principalmente, pela mídia já ter bastante atenção para a co-vocalista Yuki, pois, na época o Judy and Mary, estava no auge de sua popularidade. O grupo nunca se separou oficialmente, mas deixou a atividade logo após as atividades promocionais do álbum foram concluídas, com Yuki volta a Judy and Mary.
Após o Judy and Mary terminar, Yuki começou sua carreira solo 2002. Ela se casou com Yoichi Kuramochi da Magokoro Brothers em setembro 2000, e teve sua primeira criança, um menino, em 18 de abril de 2003. Entretanto, a criança faleceu de causas desconhecidas (Síndrome de morte súbita infantil) em 17 de março de 2005. Ela teve uma segunda criança em 29 de agosto de 2006 e uma terceira em junho de 2009.

## Discografia

### Álbuns da carreira solo
| Ano  | Informação de álbum | Posições nas paradas de sucesso | Total de vendas | Certificações (vendas) |
| ---- | --- | ------------------------------- | --------------- | ---------------------- |
| 2002 | Prismic - Lançamento: 27 de março de 2002 - Selo: Epic (ESCL-2300) - Formatos: CD, download digital                                                                      | 3                               | 298.240         | Ouro                   |
| 2003 | Commune - Lançamento: 27 de março de 2002 - Selo: Epic (ESCL-2400) - Formatos: CD, download digital                                                                      | 11                              | 90.000          | Ouro                   |
| 2005 | Joy - Lançamento: 23 de fevereiro de 2005 - Selo: Epic (ESCL-2634) - Formatos: CD, download digital                                                                      | 1                               | 343.000         | Platina                |
| 2006 | Wave - Lançamento: 6 de setembro de 2006 - Selo: Epic (ESCL-2865) - Formatos: CD, download digital                                                                       | 1                               | 358.000         | Platina                |
| 2010 | Ureshikutte Dakiau yo (うれしくって抱きあうよ, "Happily Holding Each Other") - Lançamento: 10 de março de 2010 - Selo: Epic (ESCL-3392) - Formatos: CD, digital download | 1                               | 166.000         | Ouro                   |
| 2011 | Megaphonic - Released: August 24, 2011 - Label: Epic (ESCL-3756~3757, ESCL-3758) - Formats: CD, digital download                                                         | 1                               | 76,000          |                        |

### Outros álbuns
| Ano  | Informação do álbum | Posições nas paradas de sucesso | Total de vendas | Certificações |
| ---- | --- | ------------------------------- | --------------- | ------------- |
| 2007 | Five-star - Greatest hits - Lançamento: 3 de outubro de 2007 - Selo: Epic (ESCL-3015) - Formatos: CD, download digital                                                | 1                               | 362.000         | Platina       |
| 2010 | Yuki "The Present" 2010.06.14,15 Bunkamura Orchard Hall - Álbum ao vivo - Lançamento: 1 de dezembro de 2010 - Selo: Epic (ESCL-3555) - Formatos: CD, download digital | TBA                             | TBA             |               |

### Singles

#### Como artista principal
| Lançamento | Título                                                                         | Notes                                                          | Posições nas paradas de sucesso | Posições nas paradas de sucesso | Posições nas paradas de sucesso | Oricon vendas | Álbum                 |
| Lançamento | Título                                                                         | Notes                                                          | Paradas de singles da Oricon    | Billboard Japan Hot 100†        | RIAJ digital tracks†            | Oricon vendas | Álbum                 |
| ---------- | ------------------------------------------------------------------------------ | -------------------------------------------------------------- | ------------------------------- | ------------------------------- | ------------------------------- | ------------- | --------------------- |
| 2002       | "The End of Shite"                                                             |                                                                | 6                               | —                               | —                               | 125.000       | Prismic               |
| 2002       | "Prism" (プリズム, Purizumu)                                                   |                                                                | 11                              | —                               | —                               | 87.000        | Prismic               |
| 2002       | "66db"                                                                         | Re-cut single                                                  | 30                              | —                               | —                               | 9.500         | Prismic               |
| 2002       | "Stand Up! Sister" (スタンドアップ！シスター, Sutando Appu! Shisutā)           |                                                                | 10                              | —                               | —                               | 33.000        | Commune               |
| 2003       | "Sentimental Journey" (センチメンタルジャーニー, Senchimentaru Jānī)           |                                                                | 17                              | —                               | —                               | 24.000        | Commune               |
| 2003       | "Humming Bird" (ハミングバード, Hamingu Bādo)                                  |                                                                | 23                              | —                               | —                               | 11.000        | Commune               |
| 2004       | "Home Sweet Home"                                                              |                                                                | 9                               | —                               | —                               | 57.000        | Joy                   |
| 2004       | "Hello, Goodbye" (ハローグッバイ, Harō Gubbai)                                 |                                                                | 6                               | —                               | —                               | 43.000        | Joy                   |
| 2005       | "Joy"                                                                          | Certificação de Ouro para download de celulares                | 10                              | —                               | —                               | 61.000        | Joy                   |
| 2005       | "Nagai Yume" (長い夢, "Long Dream")                                            | Certificado em Ouro para downloads de celulares                | 4                               | —                               | —                               | 86.000        | Wave                  |
| 2005       | "Dramatic" (ドラマチック, Doramachikku)                                        | Certificado em Ouro para download de celulares                 | 2                               | —                               | —                               | 77.000        | Wave                  |
| 2005       | "Yorokobi no Tane" (歓びの種, "Seeds of Happiness")                            | Certified Gold for copies shipped                              | 5                               | —                               | —                               | 69.000        | Wave                  |
| 2006       | "Melancholinista" (メランコリニスタ, Merankorisuta)                            |                                                                | 10                              | —                               | —                               | 43.000        | Wave                  |
| 2006       | "Fugainai ya" (ふがいないや, "Cowardly")                                       |                                                                | 6                               | —                               | —                               | 39.000        | Wave                  |
| 2007       | "Biscuit" (ビスケット, Bisuketto)                                              | Single digital, Certificado em Ouro para download de celulares | —                               | —                               | 18*                             | —             | Five-star             |
| 2007       | "Hoshikuzu Sunset" (星屑サンセット, "Stardust Sunset")                         | Certificado em Ouro para download de celulares                 | 4                               | —                               | 36*                             | 44.000        | Five-star             |
| 2007       | "Wonder Line" (ワンダーライン, Wandārain)                                      |                                                                | 4                               | —                               | 19*                             | 35.000        | —                     |
| 2008       | "Kisha ni Notte" (汽車に乗って, "Riding on the Train")                         |                                                                | 5                               | 9                               | 61*                             | 35.000        | Ureshikutte Dakiau yo |
| 2008       | "Message" (メッセージ, Messēji)                                                | Single digital                                                 | —                               | 46                              | —                               | —             | —                     |
| 2009       | "Rendezvous" (ランデヴー, Randevū)                                             |                                                                | 6                               | 8                               | 45*                             | 36.000        | Ureshikutte Dakiau yo |
| 2009       | "Cosmic Box"                                                                   |                                                                | 6                               | 42                              | 13                              | 30.000        | Ureshikutte Dakiau yo |
| 2010       | "Ureshikutte Dakiau yo" (うれしくって抱きあうよ, "Happily Holding Each Other") |                                                                | 5                               | 5                               | 8                               | 24.000        | Ureshikutte Dakiau yo |
| 2010       | "Futari no Story" (２人のストーリー, "Our Story")                              |                                                                | 4                               | 9                               | 17                              | 27.000        | TBA                   |
| 2011       | "Himitsu" (ひみつ, "Secret")                                                   |                                                                | —                               | —                               | —                               | —             |                       |

*charted on monthly Chaku-uta Reco-kyō Chart
†Japan Hot 100 established February 2008, RIAJ Digital Track Chart established April 2009

#### Como artista em destaque
| Lançamento | Título                                                                                     | Posição nas paradas de sucesso | Posição nas paradas de sucesso | Oricon vendas | Álbuns |
| Lançamento | Título                                                                                     | Oricon singles charts          | Billboard Japan Hot 100        | Oricon vendas | Álbuns |
| ---------- | ------------------------------------------------------------------------------------------ | ------------------------------ | ------------------------------ | ------------- | ------ |
| 1999       | "Ai no Hi Mittsu Orange" (愛の火 3つ オレンジ, "Fire of Love, Three, Orange") (Chara+Yuki) | 6                              | —                              | 230.000       | —      |
| 2010       | "Bedtime Story" (ベッドタイムストーリー, Beddotaimu Sutōrī) (Jazztronik feat. Yuki)        | 27                             | 53                             | 4.400         | TBA    |

### DVDs
- Yuki Videos (ユキビデオ) (2 de março de 2005)
- Sweet Home Rock'n Roll Tour (2 de março de 2005)
- Yuki Live Yuki Tour "Joy", 20 May 2005 at Nippon Budokan (ユキライブ YUKI TOUR "joy" 2005年5月20日 日本武道館) (25 de janeiro de 2006)
- Yuki Videos 2 (ユキビデオ2) (19 de março de 2008)
- Yuki Live "5-star": The Gift Will Suddenly Arrive (28 de maio de 2008)
- Yuki concert New Rhythm Tour 2008 (4 de março de 2009)

### Livros
- Yuki Girly Rock – Yuki biography (1997)
- Yuki Girly Swing – Yuki autobiography & diary (1997)
- Yuki Girly Folk – Yuki biography (2000)
- Yuki Girly Boogie – Yuki autobiography & diary (2000)
- Yuki Girly Wave – Yuki biography (2004)
- Yuki Girly Tree – Yuki autobiography & diary (2004)

### Filmes
- Mizu no Onna (水の女, Water Woman) – aparição

## Leitura de apoio
- Tetsuishi, Mihoko and JAM. JAM Book. [S.l.]: Sony Magazines. ISBN 4-7897-1038-6
- Isoya, YUKI. Girly Swing. [S.l.]: Sony Magazines. ISBN 4-7897-1153-6
- Utsunomiya, Miho and YUKI. Girly Rock. [S.l.]: Sony Magazines. ISBN 4-7897-1152-8
- Isoya, YUKI. Girly Boogie. [S.l.]: Sony Magazines. ISBN 4-7897-1565-5
- Tetsuishi, Mihoko and YUKI. Girly Folk. [S.l.]: Sony Magazines. ISBN 4-7897-1566-3